# Giovanni Sartori
Pour les articles homonymes, voir Sartori.
 (avril 2017).
Si vous disposez d'ouvrages ou d'articles de référence ou si vous connaissez des sites web de qualité traitant du thème abordé ici, merci de compléter l'article en donnant les références utiles à sa vérifiabilité et en les liant à la section « Notes et références ».
Giovanni Sartori, né le 13 mai 1924 à Florence et mort le 4 avril 2017, est un politologue italien.

## Biographie
Diplômé en sciences sociales et politiques en 1946, professeur en histoire de la philosophie moderne et doctrine de l'État de l'université de Florence. Il a été également chargé d'autres cours de 1950 à 1976. Il travaille à partir de 1976 à l'université Stanford en Californie comme professeur de sciences politiques et Senior Fellow de la Hoover Institution. À partir de 1979, il est professeur Albert-Schweitzer in the  Humanities à l'université Columbia de New York où il est professeur émérite.
De 1971 à 2003, il est le directeur de la Rivista Italiana di Scienza Politica. À partir de 1998, il est le vice-président de Società Libera. 
Son livre le plus connu a été traduit en français aux Éditions de l'université de Bruxelles : Partis et systèmes de partis : un cadre d’analyse (collection UB lire, 2011)
Giovanni Sartori est mort le 4 avril 2017.

## Publications

### En italien
- Da Hegel a Marx. La dissoluzione della filosofia hegelian, Florence, Università degli Studi, 1951.
- Etica e libertà in Kant, Florence, Università degli Studi, 1953.
- La filosofia pratica di Benedetto Croce, Florence, Università degli Studi, 1955.
- Croce etico-politico e filosofo della libertà, Florence, Università degli Studi, 1956.
- Democrazia e definizioni, Bologne, Il Mulino, 1957; 1969.
- Questioni di metodo in scienza politica, Florence, Università degli Studi, 1959.
- Il Parlamento italiano. 1946-1963, ricerca diretta da, Naples, Edizioni Scientifiche Italiane, 1963.
- Partiti e sistemi di partito. Corso di scienza politica. A. acc. 1964-1965, Firenze, Università degli Studi, 1965.
- Stato e politica nel pensiero di Benedetto Croce, Naples, Morano, 1966.
- Antologia di scienza politica, a cura di, Bologne, Il Mulino, 1970.
- Correnti, frazionismo e fazioni nei partiti politici italiani, a cura di, Bologne, Il Mulino, 1973.
- Parties and Party Systems. A framework for analysis, Cambridge, Cambridge University Press, 1976.  (ISBN 0521291062).
- Il cittadino totale. Partecipazione, eguaglianza e libertà nelle democrazie d'oggi, Torino, Centro di ricerca e documentazione Luigi Einaudi, 1977.
- La politica. Logica e metodo in scienze sociali, Milan, SugarCo, 1979.
- Teoria dei partiti e caso italiano, Milan, SugarCo, 1982.
- Elementi di teoria politica, Bologne, Il Mulino, 1987.  (ISBN 88-15-01252-4); 1990.  (ISBN 88-15-02503-0); 1995.  (ISBN 88-15-09081-9).
- The Theory of Democracy Revisited, 2 voll., Chatham, N.J., Chatham House, 1987.  (ISBN 0934540497).

I, The contemporary debate
II, The classical issues
- La comparazione nelle scienze sociali, a cura di e con Leonardo Morlino, Bologne, Il Mulino, 1991.  (ISBN 88-15-02960-5).
- Seconda Repubblica? Sì, ma bene, Milan, Rizzoli, 1992.  (ISBN 88-17-84109-9).
- Partidos y sistemas de partidos. Marco para un análisis, Madrid, Alianza editorial, 1992.  (ISBN 8420622672).
- Democrazia. Cosa è, Milan, Rizzoli, 1993.  (ISBN 88-17-84216-8); 2007.  (ISBN 978-88-17-01531-8).
- Comparative Constitutional Engineering. An inquiry into structures, incentives and outcomes, Londres, Macmillan, 1994.  (ISBN 0333629663).
- Ingegneria costituzionale comparata. Strutture, incentivi ed esiti, Bologne, Il Mulino, 1995.  (ISBN 88-15-05189-9); 1996.  (ISBN 88-15-05469-3); 1998.  (ISBN 88-15-06784-1); 2000.  (ISBN 88-15-07768-5); 2004.  (ISBN 88-15-09636-1).
- Come sbagliare le riforme, Bologne, Il Mulino, 1995.  (ISBN 88-15-05138-4).
- Homo videns. Televisione e post-pensiero, Rome-Bari, Laterza, 1997.  (ISBN 88-420-5355-4); 1998.  (ISBN 88-420-5355-4); 1999.  (ISBN 88-420-5778-9).
- Studi crociani, 2 voll., Bologne, Il Mulino, 1997.  (ISBN 88-15-05532-0).

I, Croce filosofo pratico e la crisi dell'etica
II, Croce etico-politico e filosofo della libertà
- Pluralismo, multiculturalismo e estranei. Saggio sulla società multietnica, Milan, Rizzoli, 2000.  (ISBN 88-17-86515-X) ; Milan, Biblioteca universale Rizzoli, 2002.  (ISBN 88-17-12808-2).
- La Terra scoppia. Sovrappopolazione e sviluppo, avec Gianni Mazzoleni, Milan, Rizzoli, 2003.  (ISBN 88-17-87173-7); 2004.  (ISBN 88-17-00251-8).
- Mala tempora, Rome-Bari, Laterza, 2004.  (ISBN 88-420-7122-6).
- Mala costituzione e altri malanni. Rome-Bari : Laterza, 2006.  (ISBN 88-420-7914-6).
- La democrazia in trenta lezioni, Milan, Arnoldo Mondadori Editore, 2008.  (ISBN 978-88-04-58079-9).
- Il sultanato, Rome-Bari, Laterza, 2009,  (ISBN 978-88-420-8914-8); 2010.  (ISBN 978-88-420-9404-3).
- Il paese degli struzzi. Clima, ambiente, sovrappopolazione, Milan, Ambiente, 2011.  (ISBN 978-88-962389-8-1).
- Logica, metodo e linguaggio nelle scienze sociali, Bologne, Il Mulino, 2011.  (ISBN 978-88-15-23282-3).

### En français
- Théorie de la Démocratie, trad. Christiane Hurtig, Paris, Armand Colin, 1973, 404pp ("A la demande de l'auteur, ce texte français a été établi à partir de la traduction en anglais effectuée par l'auteur pour l'édition américaine (révisée) en livre de poche (Praeger, 1965) de la deuxième édition de Democrazia e definizioni (Bologne, 1958)
- Pluralisme, multiculturalisme et étrangers, Editions des Syrtes, 16 novembre 2003, 192 p. (ISBN 978-2-84545-080-6)Essai
- Partis et systèmes de partis : un cadre d'analyse (trad. de l'anglais), Bruxelles/Paris/Le Plessis-Pâté, Université de Bruxelles, 27 janvier 2011, 523 p. (ISBN 978-2-8004-1462-1)Essai

## Prix et distinctions
- Medaglia d’Oro per meriti culturali ed educativi, du Président de la République italienne, 1971.
- Académie américaine des arts et des sciences, 1975.
- Académie des Lyncéens (Accademia dei Lincei), 1992.
- Docteur honoris causa de l’université de Gênes, 1992 ; université de Georgetown, Washington, 1994 ; université de Guadalajara, 1997 ; université de Buenos Aires, 1998 ; université complutense de Madrid, 2001 ; université de Bucarest, 2001.
- Premio del Presidente del Consiglio italiano per le Scienze Sociali, 1994.
- Outstanding Book Award de l'Association américaine de science politique (APSA), pour Parties and Party Systems: A Framework for Analysis, 1998.
- Commandeur de l'ordre de la Croix du Sud du Brésil, 1999.
- Prix Karl Deutsch de l'Association internationale de science politique, 2009.